# Туччи, Николас
Николас Туччи (англ. Nicholas Tucci; 3 апреля 1981, Мидлтаун, Коннектикут, США — 3 марта 2020, Нью-Хейвен (Коннектикут), США) — американский актёр кино, телевидения и озвучивания.

## Биография
Николас Туччи родился 3 апреля 1981 года в Мидлтауне, штат Коннектикут, США.. Он учился в местной средней школе, впоследствии получил степень бакалавра в области театрального искусства в Йельском университете в 2004 году.
Актёрская карьера Николаса началась с появления в короткометражных фильмах. Известность ему принесли роли в фильмах «Тебе конец!»  и «Выбор киллера», которые вышли в 2011 году. Затем Туччи снимался в эпизодических ролях в различных популярных телесериалах. Он также озвучивал рядового Прендергаста в компьютерных играх Wolfenstein: The New Order и Wolfenstein II: The New Colossus.
Туччи умер в онкологической больнице Смилов (англ. Smilow Cancer Hospital) в Нью-Хейвене, штат Коннектикут, 3 марта 2020 года от рака.

## Компьютерные игры
| Год  | Название                         | Роль                | Примечание  |
| ---- | -------------------------------- | ------------------- | ----------- |
| 2014 | Wolfenstein: The New Order       | рядовой Прендергаст | озвучивание |
| 2017 | Wolfenstein II: The New Colossus | рядовой Прендергаст | озвучивание |

## Фильмография
| Художественные фильмы | Художественные фильмы | Художественные фильмы              | Художественные фильмы                 | Художественные фильмы         |
| Год                   | Русское название      | Оригинальное название              | Роль                                  | Режиссёр                      |
| --------------------- | --------------------- | ---------------------------------- | ------------------------------------- | ----------------------------- |
| 2011                  | Выбор киллера         | Choose                             | Нейтан Джонс                          | Маркус Грейвз                 |
| 2011                  | Тебе конец!           | You're Next                        | Феликс Дэвисон                        | Адам Вингард                  |
| 2013                  | 5 чувств страха       | Chilling Visions: 5 Senses of Fear | полицейский                           | Эрик Инглэнд, Мико Хьюз и др. |
| 2014                  | Изъяны                | Faults                             | Джеймс                                | Райли Стернс                  |
| Телевизионные сериалы |                       |                                    |                                       |                               |
| Год                   | Русское название      | Оригинальное название              | Роль                                  | Эпизод                        |
| 2016                  | Помнить всё           | Unforgettable                      | Бад Майерс                            | 4 сезон, 6 серия              |
| 2016                  | Сорвиголова           | Daredevil                          | главный наркоторговец Госнелл         | 2 сезон, 11 серия             |
| 2016                  | Чёрный список         | The Blacklist                      | Флэнелл                               | 3 сезон, 19 серия             |
| 2016                  | В поле зрения         | Person of Interest                 | продавец в благотворительном магазине | 5 сезон, 10 серия             |
| 2017                  | Куантико              | Quantico                           | агент                                 | 2 сезон, 13 серия             |
| 2017                  | Родина                | Homeland                           | сотрудник секретной службы США        | 6 сезон, 12 серия             |
| 2018                  | Поза                  | Pose                               | заключённый #2                        | 1 сезон, 2 серия              |
| 2018                  | Нулевой канал         | Channel Zero                       | Джейсон                               | 4 сезон, 1 и 2 серии          |
| 2019                  | Рами                  | Ramy                               | парень из Нью-Джерси                  | 1 сезон, 2 серия              |